# Pact
Pact ist eine französische Gemeinde mit 864 Einwohnern (Stand: 1. Januar 2022) im Département Isère in der Region Auvergne-Rhône-Alpes; sie gehört zum Arrondissement Vienne und zum Kanton Roussillon.

## Geografie
Die Gemeinde Pact liegt am Fluss Dolon an der Grenze zum Département Drôme, etwa 26 Kilometer südsüdöstlich von Vienne. Umgeben wird Pact von den Nachbargemeinden Moissieu-sur-Dolon im Norden, Revel-Tourdan im Nordosten und Osten, Beaurepaire im Südosten, Lapeyrouse-Mornay im Süden, Jarcieu im Südwesten sowie Bellegarde-Poussieu im Westen und Nordwesten.

## Bevölkerungsentwicklung
| Jahr                       | 1962 | 1968 | 1975 | 1982 | 1990 | 1999 | 2011 | 2021 |
| Einwohner                  | 528  | 462  | 471  | 480  | 560  | 642  | 842  | 861  |
| Quellen: Cassini und INSEE |      |      |      |      |      |      |      |      |

## Sehenswürdigkeiten
- Kirche Saint-Georges